# マーク・ルシノビッチ
マーク・ルシノビッチ(Mark Russinovich)は、マイクロソフトでテクニカルフェローを務めるソフトウェアエンジニアで著作家である。

## 略歴
Windowsの専門家として広く認識されている人物の一人である。Windows 2000のアーキテクチャに関して、TechNet MagazineとWindows IT Proに定期的に寄稿を行っており、『インサイドMicrosoft Windows』の共著者としても知られている。また、Windowsカーネルモードのプログラマが利用する数多くのツールや、DOS向けNTFSファイルシステムドライバの作者でもある。
カーネギーメロン大学でコンピュータ工学の学士号と博士号、レンセラー工科大学で修士号を取得している。1996年にブライス・コグズウェルとWinternals Software社を創業し、Sysinternalsというブランド名で数多くのツールの公開を行ってきた。2006年7月18日、ルシノビッチはブログでWinternals Software社がマイクロソフトに買収され、自身もマイクロソフトのプラットフォーム＆サービス部門に入社することを発表した。
2005年10月31日、ルシノビッチはソニー・ミュージックエンタテインメント (米国)社の多くのオーディオCDに組み込まれている DRM機能であるXCPが、ルートキットとして動作することを発表した。この発表を端とした一連の騒動に関しては、ソニーBMG製CD XCP問題を参照。ルシノビッチは、シマンテックのNorton SystemWorksに削除されたファイルを復旧するためにルートキットが組み込まれており、これがマルウェアによる不正なリクエストを実行される脆弱性であることも発見した。

## 主な著作
- 『インサイド Microsoft Windows 第4版〈上〉』 日経BPソフトプレス 2005年8月 ISBN 978-4891004736 （共著）
- 『インサイド Microsoft Windows 第4版〈下〉』 日経BPソフトプレス 2008年10月 ISBN 978-4891004743 （共著）